# Déjà Voodoo
Déjà Voodoo è l'album di esordio del gruppo musicale britannico Heavy Stereo, pubblicato il 22 settembre 1996 dall'etichetta Creation Records.

## Tracce
1. Chinese Burn
2. Cartoon Moon
3. Déjà Voodoo
4. Tell Yer Ma
5. Crown Of Thoughts
6. Mouse In A Hole
7. Bangers And Mash
8. Deep Fried Heart
9. Reaching For Heaven
10. Keep Up
11. Planet Empty
12. Shooting Star

## Formazione
- Gem Archer – voce, chitarra
- Pete Downing – chitarra solista
- Nez – basso
- Nick Jones – batteria, percussioni, voce